# روبرتو ایلی
روبرتو ایلی (اسپانیایی: Roberto Elie‎؛ زادهٔ ۱۱ مهٔ ۱۹۵۹) بازیکن فوتبال اهل ونزوئلا بود.
از باشگاه‌هایی که در آن بازی کرده‌است می‌توان به باشگاه فوتبال کاراکاس اشاره کرد.
وی همچنین در تیم ملی فوتبال ونزوئلا بازی کرده‌است.